# Halterofília als Jocs Olímpics d'estiu de 1988
Als Jocs Olímpics d'Estiu de 1988 celebrats a la ciutat de Seül (Corea del Sud) es disputaren deu proves d'halterofília, totes elles en categoria masculina. Les proves es realitzaren entre els dies 18 i 29 de setembre de 1988.
Participeren un total de 226 halters de 62 comitès nacionals diferents.

## Resum de medalles
| Prova     | Or                   | Argent             | Bronze              |
| – 52 kg   | Sevdalin Marinov     | Chun Byung-Kwan    | He Zhuoqiang        |
| – 56 kg   | Oksen Mirzoyan       | He Yingqiang       | Liu Shoubin         |
| – 60 kg   | Naim Süleymanoğlu    | Stefan Topurov     | Ye Huanming         |
| – 67.5 kg | Joachim Kunz         | Israil Militosyan  | Li Jinhe            |
| – 75 kg   | Borislav Gidikov     | Ingo Steinhoefel   | Aleksander Varbanov |
| – 82.5 kg | Israil Arsamakov     | Istvan Messzi      | Lee Hyung-Kun       |
| – 90 kg   | Anatoli Khrapaty     | Nail Mukhamedyarov | Sławomir Zawada     |
| – 100 kg  | Pavel Kuznetsov      | Nicu Vlad          | Peter Immesberger   |
| – 110 kg  | Yury Zakharevitch    | Jozsef Jacso       | Ronny Weller        |
| + 110 kg  | Alexander Kurlovitch | Manfred Nerlinger  | Martin Zawieja      |

1. ↑  El búlgar Mitko Grabnev inicialment fou el guanyador de la prova, si bé fou desqualificat en donar positiu en el test antidopatge per consum de furosemida.
2. ↑  El búlgar Angel Guenchev inicialment fou el guanyador de la prova, si bé fou desqualificat en donar positiu en el test antidopatge per consum de furosemida.
3. ↑  L'hongarès Andor Szanyi inicialment aconseguí la medalla de plata en la prova, si bé fou desqualificat en donar positiu en el test antidopatge per consum de stanozolol.

## Medaller
| Posició | País            | Or | Argent | Bronze | Total |
| 1       | Unió Soviètica  | 6  | 2      | 0      | 8     |
| 2       | Bulgària        | 2  | 1      | 1      | 4     |
| 3       | RDA             | 1  | 1      | 1      | 3     |
| 4       | Turquia         | 1  | 0      | 0      | 1     |
| 5       | Hongria         | 0  | 2      | 0      | 2     |
| 6       | R.P. de la Xina | 0  | 1      | 4      | 5     |
| 7       | RFA             | 0  | 1      | 2      | 3     |
| 8       | Corea del Sud   | 0  | 1      | 1      | 2     |
| 9       | Romania         | 0  | 1      | 0      | 1     |
| 10      | Polònia         | 0  | 0      | 1      | 1     |